# Möbel Mahler
Die Möbel Mahler Einrichtungszentrum GmbH & Co. KG war ein Einzelhandelsunternehmen in der Möbelbranche mit Sitz im bayerischen Neu-Ulm. Das Unternehmen war zuletzt ein Vollsortimenter für Wohn- und Einrichtungsprodukte mit einer Filiale in Neu-Ulm und betrieb auf seiner Internetseite auch einen Online-Shop. Die Filialen in Bopfingen und Wolfratshausen wurden Anfang 2016 geschlossen, nachdem diese an eine Immobilienfirma, welche zur XXXLutz-Gruppe gehört, veräußert wurden. Ca. 700 Arbeitnehmer haben hierdurch ihre Arbeitsstelle verloren. Seit April 2019 zählte das Möbelhaus zur Opti-Wohnwelt-Gruppe. Im März 2024 wurde das Möbelhaus geschlossen.

## Geschichte

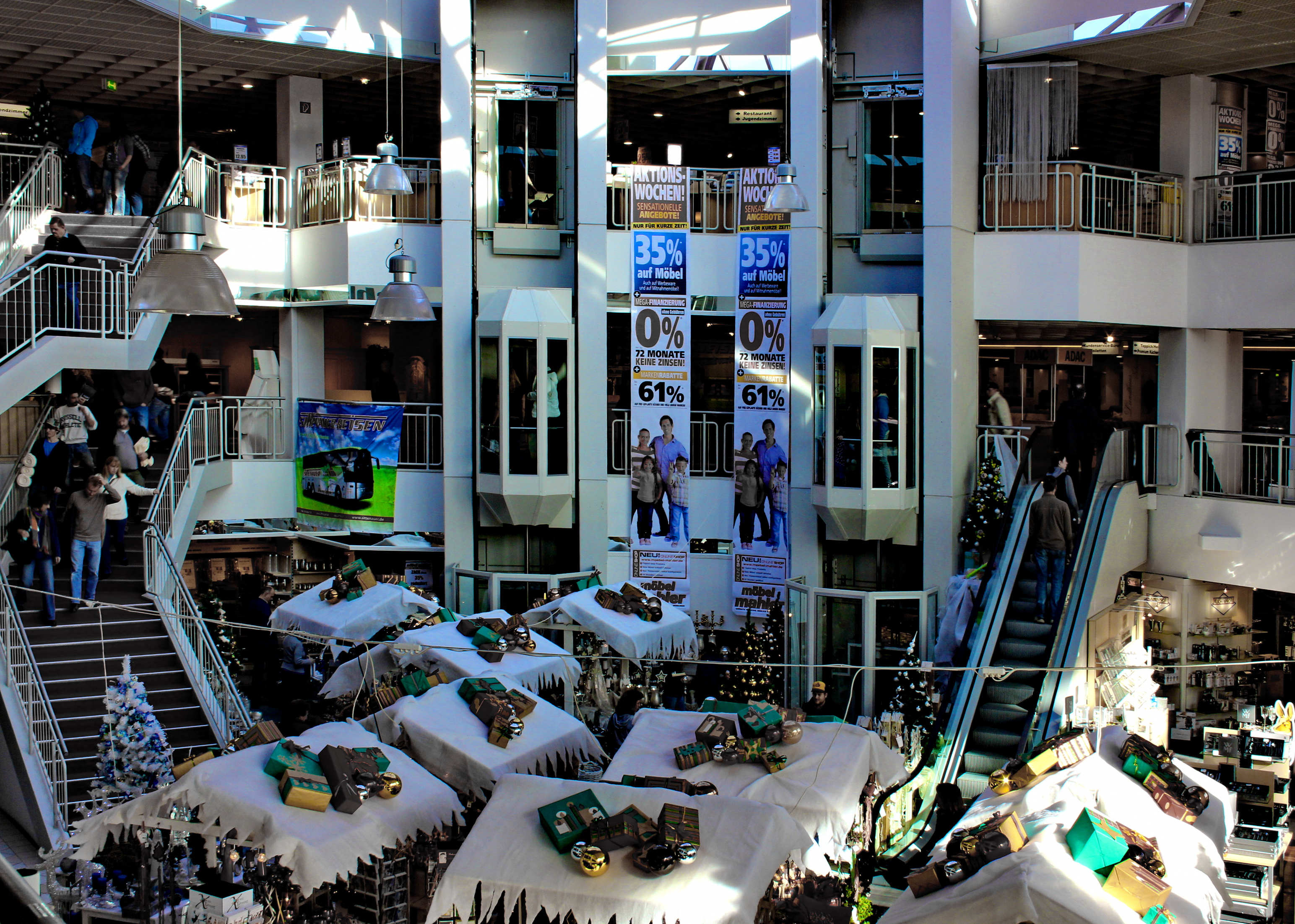
Eingangshalle Möbel Mahler in Wolfratshausen

1909 nahm der Schreinermeister Georg K. Mahler in seiner Werkstatt in Kirchheim am Ries die Fertigung von Möbelstücken auf. 1936 übernahm der Sohn Georg Mahler den Betrieb. Nach der Rückkehr aus der Kriegsgefangenschaft konnte er die Arbeit wiederaufnehmen. Zu Beginn der 1950er Jahre wurden die Küchenbuffets der Schreinerei zum Bestseller des Betriebes. Während des Wirtschaftswunders erweiterte Mahler das Geschäftsfeld seiner Firma auf den Möbelhandel. 1959 eröffnete man dafür ein Ladenlokal mit Ausstellungsflächen. Das erste Möbelhaus im heutigen Sinne wurde 1974 in Bopfingen eröffnet und später sukzessive erweitert. 1982 kam mit dem Einrichtungszentrum in Wolfratshausen ein weiterer Standort hinzu.
Das bislang größte Möbelhaus eröffnete Möbel Mahler 2009 im sächsischen Siebenlehn. Es umfasst 34.000 m² Ausstellungsfläche. Im August 2013 wurde in Neu-Ulm eine vierte Filiale mit der doppelten Verkaufsfläche eröffnet. Im Zuge einer strategischen Neuausrichtung auf den süddeutschen Raum wurde das Haus in Siebenlehn zum 1. Januar 2014 an die Möbel-Höffner-Gruppe verkauft. Es firmiert jedoch weiterhin unter der Marke Möbel Mahler.
Im November 2015 gab die Unternehmensleitung bekannt, die beiden Filialen in Bopfingen und Wolfratshausen aus wirtschaftlichen Gründen zeitnah zu schließen. Zuvor waren Gespräche mit mehreren potenziellen Käufern gescheitert. Insgesamt sind ca. 600 Mitarbeiter an beiden Standorten betroffen. Lediglich die Filiale Neu-Ulm bleibt als Standort erhalten.
Zum 1. April 2019 schloss sich Möbel Mahler dem familiengeführten Unternehmen Opti-Wohnwelt Föst GmbH & Co. KG an. Dieses führt das Möbelhaus unter neuen Namen fort und verkleinert dieses flächenmäßig. Das bisherige Unternehmen wird aufgelöst. Im März 2024 wurde das Möbelhaus in Neu-Ulm geschlossen. Ende Juli 2024 wurde bekannt, dass die Opti-Wohnwelt Föst einen Insolvenzantrag gestellt hat.

## Soziales Engagement
Möbel Mahler förderte seit 2002 den Bau von Schulen in Rumänien und Äthiopien: zum einen die Grundschule in Delema in Zentral-Äthiopien, zum anderen die „Tedla W. Giorgis School“ in Nord Shoa. Außerdem unterstützt das Unternehmen die Kinderhilfe Organtransplantation (KiO).